# Johan IV van Mecklenburg
Johan IV van Mecklenburg (circa 1370 - Schwerin, 16 oktober 1422) was van 1384 tot aan zijn dood hertog van Mecklenburg. Hij behoorde tot het huis Mecklenburg.

## Levensloop
Johan IV was de zoon van hertog Magnus I van Mecklenburg en diens echtgenote Elisabeth, dochter van hertog Barnim IV van Pommeren.
Na de dood van zijn vader in 1384 werd Johan IV samen met zijn neef Albrecht IV en zijn oom Albrecht III hertog van Mecklenburg. In 1388 stierf Albrecht IV kinderloos, waarna Johan Mecklenburg gezamenlijk regeerde met zijn oom Albrecht III, die bovendien koning van Zweden was. Toen Albrecht III in 1389 door de Denen werd gevangengenomen, die zijn bewind in Zweden wilden beëindigen, bestuurde Johan IV tot aan Albrechts bevrijding en abdicatie als koning van Zweden in 1395 Mecklenburg alleen. Na de dood van Albrecht III in 1412 regeerde Johan samen met Albrechts zoon Albrecht V.
Op 13 februari 1419 stichtte Johan V samen met Albrecht V en de stadsraad van Rostock de Universiteit van Rostock, de eerste universiteit in het noorden van Duitsland en de gehele Baltische regio.
Ook hielp Johan IV zijn oom Albrecht III om zijn aanspraken als koning van Zweden door te zetten, waarschijnlijk als leider van de Victualiënbroeders: een bende kapers die Deense schepen die naar Stockholm voeren veroverden. In 1422 stierf hij.

## Huwelijken en nakomelingen
Johan IV huwde eerst met gravin Jutta van Hoya, die in 1415 stierf. Dit huwelijk bleef echter kinderloos. In 1416 hertrouwde hij met Catharina (1400-1450), dochter van hertog Erik IV van Saksen-Lauenburg en weduwe van heer Johan VII van Werle. Uit dit huwelijk werden twee zonen geboren:
- Hendrik IV (1417-1477), hertog van Mecklenburg
- Johan V (1418-1442), hertog van Mecklenburg